# Anabasis eugeniae
Anabasis eugeniae е вид растение от семейство Amaranthaceae. Видът е световно застрашен, със статут Уязвим.

## Разпространение
Разпространен е в Азербайджан.